# Vincent Almendros
Vincent Almendros (* 1978 in Avignon, Frankreich) ist ein französischer Schriftsteller.

## Leben und Werk
Almendros studierte das Fach Literatur an der Universität Avignon und begann danach Poesie und Prosa zu schreiben. Seinen ersten Roman über die Liebe eines Privatlehrers zu seiner Schülerin, Ma chère Lise, sandte er mit der Bitte um Durchsicht an den belgischen Autor Jean-Philippe Toussaint. Da diesem der Roman gefiel, leitete er ihn an die Direktorin des Verlages Les Éditions du Minuit in Paris, Irène Lindon, weiter. Dort wurde der Roman 2011 veröffentlicht. 2015 erschien beim gleichen Verlag Almendros' zweiter Roman über eine Vierecksgeschichte an Bord eines Segelboots, Un été, der 2017 in deutscher Sprache veröffentlicht wurde. 2018 folgte sein dritter Roman Faire Mouche, der ebenfalls ins Deutsche übersetzt wurde. Ma chère Lise wurde 2017 auch ins Chinesische übersetzt.
Typisch für Almendros’ Arbeitsweise ist die stufenweise Verdichtung der Manuskripte, die anfangs einen weitaus größeren Umfang hatten als die veröffentlichte Fassungen. Der Umfang seiner beiden letzten Romane liegt bei etwa 100 Seiten. Auch die 160 Seiten von Ma chère Lise ließen sich bei kleinerem Druck weiter reduzieren. Vieles in seinen zwischen Realismus und Imagination oszillierenden Romanen bleibt unausgesprochen. Das Verschwiegene, Doppeldeutige trägt dazu bei, die Spannung zu steigern.

## Preise
- 2015: Prix Françoise Sagan für Un été.

## Werke
- Ma chère Lise. Les Éditions du Minuit, Paris 2011, ISBN 978-2-7073-2194-7.
- Un été. Les Éditions du Minuit, Paris 2015, ISBN 978-2-7073-2812-0.
  - deutsch von Till Bardoux: Ein Sommer. Wagenbach, Berlin 2017, ISBN 978-3-8031-1324-5.[2]
- Faire mouche. Les Éditions du Minuit, Paris 2018.
  - deutsch von Till Bardoux: Ins Schwarze. Wagenbach, Berlin 2019, ISBN 978-38031-1339-9.